# 岡野成韶
岡野 成韶（おかの しげつぐ、元文2年（1737年） - 文化14年3月10日（1817年4月25日））は、江戸時代中期の旗本。通称、豊五郎、兵庫、登。岡野成路の二男。。妻は中山直影の娘。兄に成信、弟に成式がいて、後に成式を養子として迎えている。子に娘（岡野知鄰の妻）がいる。
兄・成信が早くに亡くなったため、安永2年（1773年）11月29日、37歳で家督を継ぐ。石高は1500石。同年12月22日、徳川家治に御目見する。
文化14年（1817年）3月10日死去。墓所は大林寺、戒名は泰量院殿雄学義範大居士。